# Dolna Brama w Bardejowie
Dolna Brama (słow. Dolná brána) – dawna brama miejska usytuowana w północno-wschodniej części miejskich murów obronnych miasta Bardejów na Słowacji.
Dolną Bramę zbudowano w II połowie XIV w. w formie przechodniej wieży na rzucie zbliżonym do kwadratu. W latach 1426–27 została ona rozbudowana o prostokątne przedbramie z mostem zwodzonym. Po wzniesieniu w połowie XVI w. w osi bramy kolistego barbakanu ze strzelnicami, otoczonego fosą, powstał zachowany do dziś zespół obronny. Była pospolicie znana jako Obručnícka brána (niem. Reuffertor). W 1821 roku bramę zburzono, a most zwodzony zastąpiono pięciołukowym, stałym mostem murowanym z kamienia. Obecnie cały kompleks wraz z barbakanem jest w dużym stopniu zrekonstruowany i stanowi interesujący przykład późnośredniowiecznej architektury obronnej.

## Literatura
- Gutek František, Jiroušek Alexander: Slobodné kráľovské mesto Bardejov, SÁŠA, Košice 2014, ISBN 978-80-89696-01-7.